# Ilton
Ilton är en by och en civil parish i Somerset i England. Orten har 854 invånare (2011). Byn nämndes i Domedagsboken (Domesday Book) år 1086, och kallades då Atiltone/Atiltona/Hiltona.